# Colotois ussuriensis
Colotois ussuriensis là một loài bướm đêm trong họ Geometridae.